# Арх-Латиська сільська рада
Арх-Лати́ська сільська рада (рос. Арх-Латышский сельский совет) — муніципальне утворення у складі Архангельського району Башкортостану, Росія. Адміністративний центр — присілок Максим Горький.
Значну частину населення складають латиші, що переселилися в цей район наприкінці 19 століття. Спочатку латиші жили на хуторах, а з 1929 року були об'єднані в колгосп «Яуна дзіве» («Нове життя»). 2003 року у присілку Максим Горький був створений латиський історико-культурний центр. У місцевій школі вивчається латиська мова, для викладання якої приїжджають вчителі з Латвії. Функціонує шкільний музей латиської культури і побуту.

## Населення
Населення — 1915 осіб (2019, 2063 в 2010, 2341 в 2002).

## Склад
До складу поселення входять такі населені пункти:
| Населений пункт          | Населення, осіб | Населення, осіб |
| Населений пункт          | 2002            | 2010            |
| ------------------------ | --------------- | --------------- |
| Аскіно, присілок         | 7               | 2               |
| Бейсово, присілок        | 120             | 96              |
| Горний, присілок         | 196             | 165             |
| Зоря, присілок           | 364             | 294             |
| Красна Регізла, присілок | 64              | 66              |
| Максим Горький, присілок | 838             | 802             |
| Муллакаєво, присілок     | 228             | 201             |
| Побєда, присілок         | 95              | 71              |
| Приураловка, присілок    | 86              | 55              |
| Убалари, присілок        | 272             | 248             |
| Чик-Єлга, присілок       | 71              | 63              |